# Charles Lennox, 3.º Duque de Richmond
O marechal-de-campo Charles Lennox, 3.º Duque de Richmond, Lennox e Aubigny, KG, PC, FRS (22 de Fevereiro de 1735 - 29 de Dezembro de 1806) , também conde de March até 1750, foi um político e oficial britânico conhecido pelas suas opiniões modernas sobre a reforma parlamentar. Associou-se ao partido conservador de Rockingham e chegou à posição de Secretário do Sul.

## Carreira
Charles Lennox recebeu o título de conde de March, o principal título subsidiário do seu pai, logo que nasceu. Os seus primeiros anos de educação foram passados na Westminster School e sucedeu o pai como duque de Richmond e Lennox em 1750. Charles tinha muitas irmãs, incluindo as ladies Caroline Lennox, Emily Lennox, Louisa Lennox e Sarah Lennox. Foi admitido na Royal Society a 11 de Dezembro de 1755.
Charles ingressou no segundo regimento de guardas em 1751.